# Dapanera
Dapanera is een geslacht van rechtvleugeligen uit de familie sabelsprinkhanen (Tettigoniidae). De wetenschappelijke naam van dit geslacht is voor het eerst geldig gepubliceerd in 1889 door Karsch.

## Soorten
Het geslacht Dapanera omvat de volgende soorten:
- Dapanera eidmanni Ebner, 1943
- Dapanera genuteres Karsch, 1889
- Dapanera irregularis Karsch, 1890